# Filderpark
Filderpark ist der Name eines Landschaftsparks, der südlich von Stuttgart auf den Fildern entsteht.
Der Landschaftsraum Filder umfasst die sieben Kommunen: Denkendorf, Esslingen am Neckar, Filderstadt, Leinfelden-Echterdingen, Neuhausen auf den Fildern, Ostfildern, Stuttgart.

## Landschaftsverbrauch
Das landwirtschaftlich besonders fruchtbare Gebiet der Filder erstreckt sich rund um den Stuttgarter Flughafen, einer zentralen Infrastruktureinrichtung der Metropolregion Stuttgart, in deren Nähe sich gerne Gewerbe ansiedelt und damit Landwirtschafts- und Naturflächen in Anspruch nimmt. Nach einer Flughafenerweiterung in den 1990er-Jahren und der damit verbundenen Verlegung der Autobahn A8 verlangte der Neubau der 2007 eröffneten Messe Stuttgart in direkter Nachbarschaft zu Flughafen und Autobahn die Aufgabe von Landwirtschaftsflächen. Mit dem Bau der ICE-Neubaustrecke parallel zur Autobahn geht weiterer Landschaftsverbrauch einher.

## Regionalplanung
Neben der sogenannten Grauen Infrastruktur soll die Schaffung von Grüner Infrastruktur die Attraktivität des Wirtschaftsraums Mittlerer Neckar erhöhen.
Mit dieser landschaftsplanerischen Zielsetzung wurde in den politischen Gremien der Region Stuttgart das Konzept eines Landschaftsparks Region Stuttgart beschlossen, zu dem neben dem Filderpark auch „Glemspark“ und „Neckarpark“ zählen. Ziel dabei ist, die Raumentwicklung zu kanalisieren und die Funktionen der verbliebenen Grünzonen zu erhalten oder zu verbessern. Der Begriff Park bezieht sich nicht auf eine Gartenidylle, sondern will die gesamte vorhandene Kulturlandschaft mit land- und forstwirtschaftlicher Nutzung, mit Siedlungen, Wirtschaft und technischer Infrastruktur einbeziehen.
Die Planer formulieren es so: „Das Ziel der Parkidee ist, die vorhandenen Strukturen der Landschaft herauszuprägen und in einen neuen Zusammenhang zu stellen. Aus einem Nebeneinander verschiedener Nutzungen soll ein stimmiges System unterschiedlicher Komponenten werden“ (Webseite Landschaftspark Region Stuttgart).
Umsetzung
Dieses Landschaftsparkkonzept für die Filder soll in den kommenden Jahren durch entsprechende Maßnahmen der beteiligten Gemeinden Stück für Stück umgesetzt werden. Die beteiligten Orte sind Stuttgart mit mehreren Stadtteilen – insbesondere Plieningen und Birkach – sowie Leinfelden-Echterdingen, Ostfildern und Filderstadt.
Als Symbol für den Landschaftspark wurde ein Spitzkrautkopf gewählt, der in der Region schon jahrhundertelang angebaut wird, und in Württemberg als Filderkraut bekannt ist.